# روث فولر إدواردز
روث فولر إدواردز (بالإنجليزية: Ruth Fowler Edwards)‏ هي عالمة وراثة بريطانية، ولدت في ديسمبر 1930، وتوفيت في أكتوبر 2013.